# Foulou
Pour les articles homonymes, voir Foulou-Yarcé.
Foulou est un village situé dans le département de Sabcé de la province du Bam dans la région du Centre-Nord au Burkina Faso.